# Ксеноновая дуговая лампа

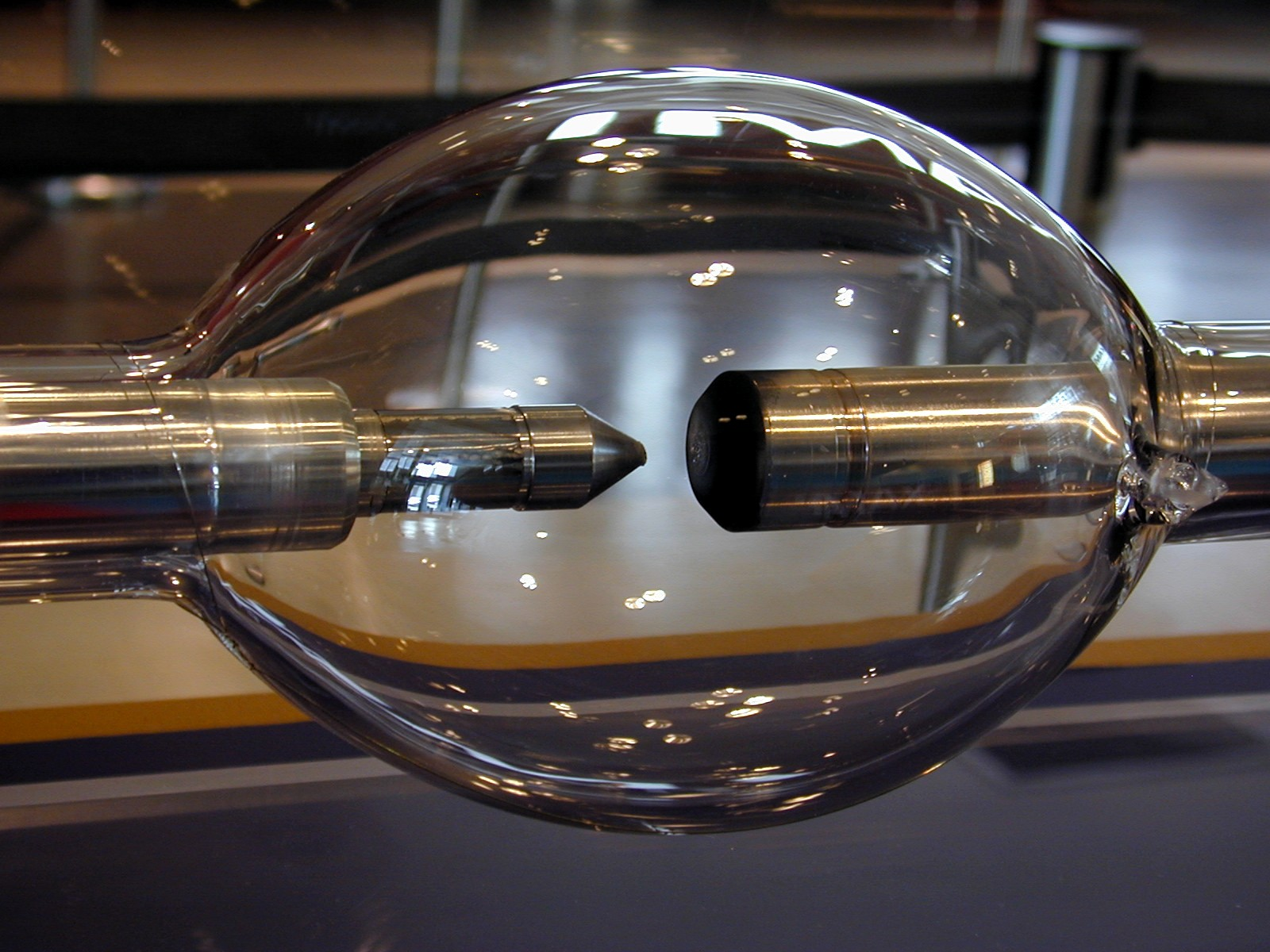
Короткодуговая 15-киловаттная ксеноновая лампа в IMAX-проекторе

Ксено́новая дугова́я ла́мпа — источник искусственного света, в котором источником излучения является электрическая дуга в колбе, заполненной ксеноном. Является газосветной лампой.
Дает яркий белый свет, близкий по спектру к дневному.
Ксеноновые лампы можно разделить на следующие категории:
- Длительной работы с короткой дугой (ДКсШ, ДКсЭл).
- Длительной работы с длинной дугой - трубчатые (ДКсТ).
- Ксеноновая лампа-вспышка.

Лампа состоит из колбы из обычного или кварцевого стекла с вольфрамовыми электродами. Колба вакуумируется и затем заполняется ксеноном. Ксеноновые лампы-вспышки имеют третий поджигающий электрод, опоясывающий или нанесённый на колбу в виде проводящего слоя.

## История и применение

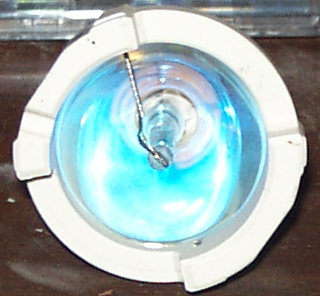
100-Вт ксеноново-ртутная короткодуговая лампа Osram в рефлекторе

Ксеноновая лампа с короткой дугой была изобретена в 1940-х годах в Германии и представлена в 1951 году компанией Osram. Лампа нашла широкое применение в кинопроекторах, откуда вытеснила преимущественно угольные дуговые источники света.
Лампа дает яркий белый свет, близкий к дневному спектру, но имеет достаточно невысокий КПД. На сегодняшний день практически во всех пленочных и цифровых кинопроекторах используются ксеноновые лампы мощностью от 450 Вт до 18 кВт. Лампы в проекторах IMAX могут достигать мощности в 15 кВт в одной лампе.

## Конструкция лампы

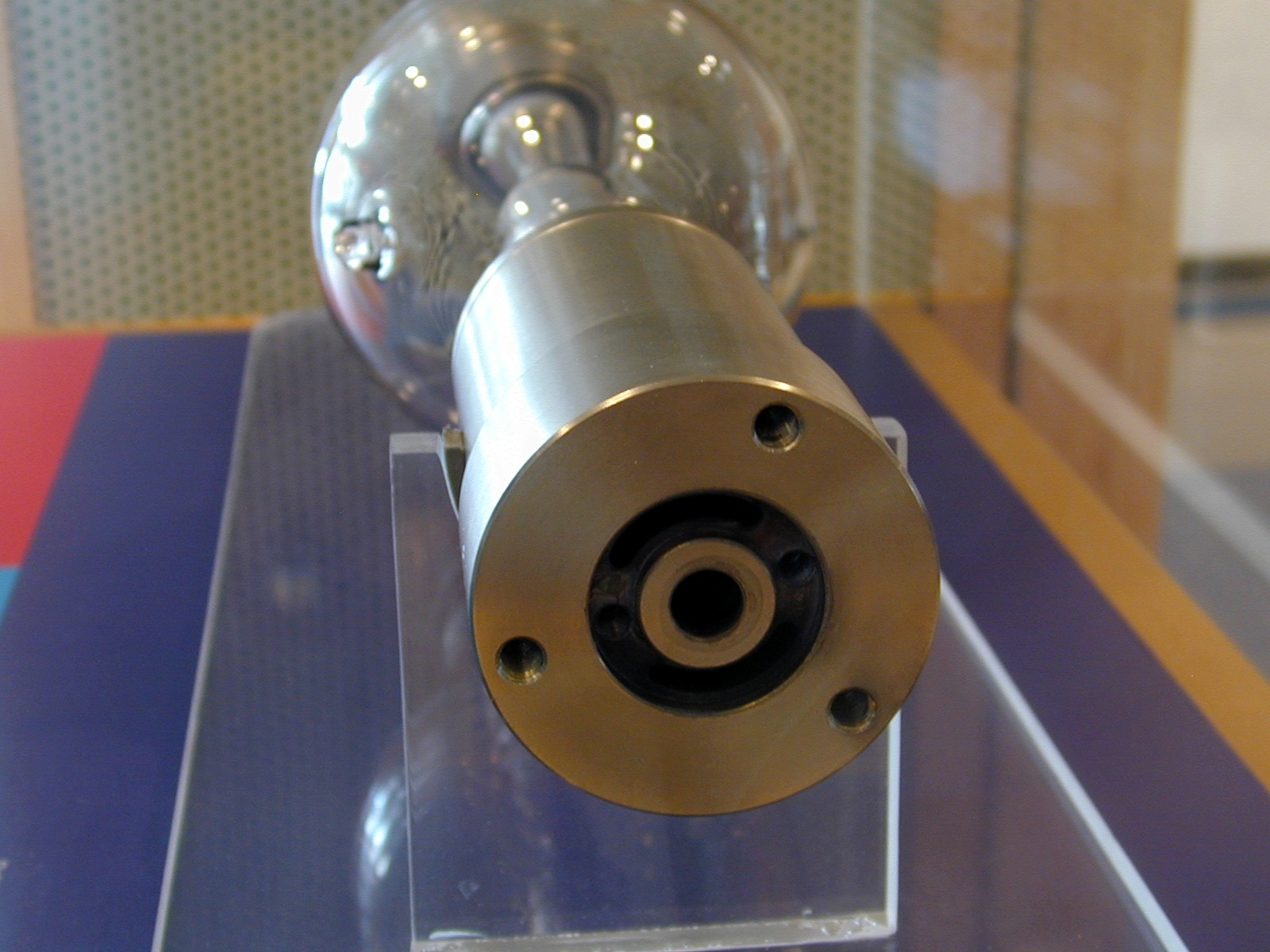
15-кВт лампа для IMAX. Видны отверстия для подачи охлаждающей жидкости

Во всех современных ксеноновых лампах используется колба из кварцевого стекла с электродами из вольфрама, легированного торием. В газовую рабочую среду нередко добавляется криптон-85 с небольшой активностью, около 0,1 мкКи. Кварцевое стекло — это единственный экономически приемлемый оптически прозрачный материал, который выдерживает высокое давление (25 атм в колбе ламп для IMAX) и температуру. Для специальных задач применяют изготовление колбы лампы из сапфира. Это расширяет спектральный диапазон излучения в сторону коротковолнового ультрафиолета и также приводит к увеличению срока службы лампы. Легирование электродов торием сильно увеличивает эмиссию ими электронов. Так как коэффициент теплового расширения кварцевого стекла и вольфрама различаются, вольфрамовые электроды вварены в полосы из инвара, которые вплавлены в колбу.
В ксеноновой лампе анод при работе сильно нагревается потоком электронов, поэтому лампы большой мощности нередко имеют жидкостное охлаждение.

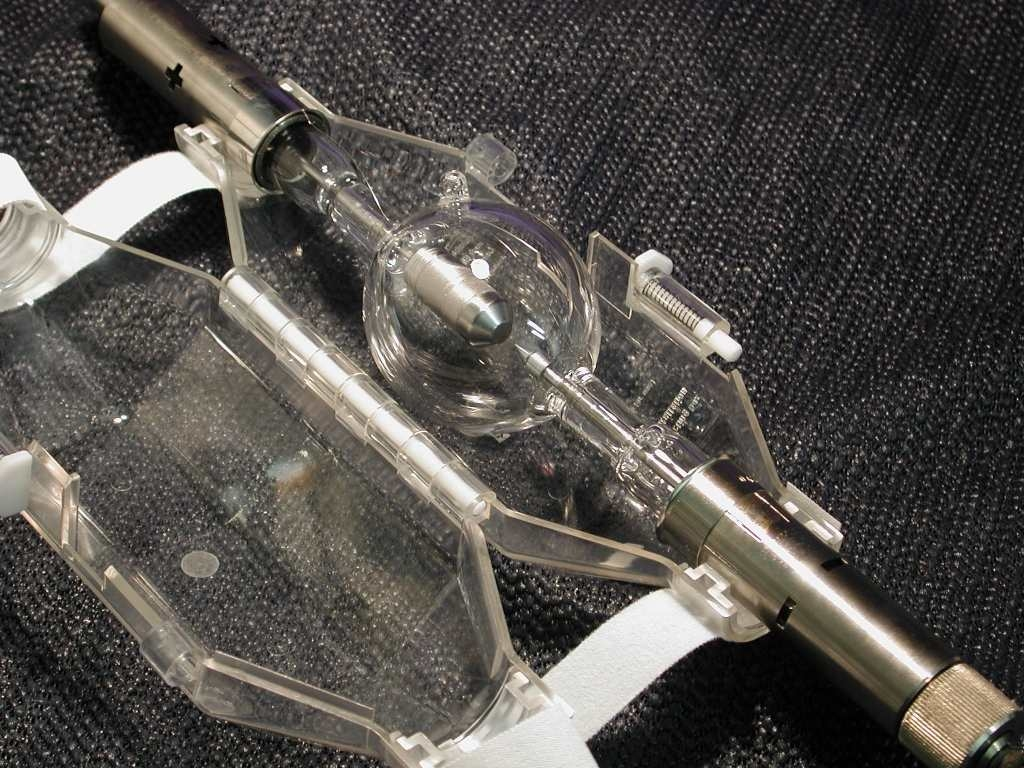
3-кВт лампа в пластиковом защитном транспортировочном контейнере

Для повышения светоотдачи лампы ксенон находится в колбе под высоким давлением (до 30 атм), что накладывает особые требования по безопасности. При повреждении лампы осколки могут разлететься с большой  скоростью и могут травмировать персонал. Обычно лампа транспортируется в специальном пластиковом или стальном контейнере, который снимается с лампы только после установки лампы в отражатель проектора и надевается на лампу при её демонтаже и не снимается вплоть до начала процесса её утилизации.
При работе лампы колба сильно нагревается, в результате чего к концу срока службы колба становится более хрупкой из-за частичной кристаллизации кварцевого стекла. Для безопасности персонала производители ксеноновых дуговых ламп рекомендуют использовать защитные очки при обслуживании лампы. При замене ламп IMAX рекомендуется надевать защитный костюм.

## Принцип работы

Спектр излучения ксеноновой лампы мощностью 150 Вт. Максимум излучения на длине волны 467 нм. В ближней инфракрасной области имеются несколько интенсивных спектральных линий.

В ксеноновой лампе основной поток света излучается столбом плазмы возле катода. Светящаяся область имеет форму конуса, причём яркость её свечения падает по мере удаления от катода по экспоненте. Спектр ксеноновой лампы приблизительно равномерный по всей области видимого света, близкий к дневному свету. Но даже в лампах высокого давления есть несколько пиков в ближнем инфракрасном диапазоне, примерно около 850—900 нм, которые могут составлять до 10 % всего излучения по мощности.
Цветовая температура излучения ксеноновой лампы около 6200 К.
Существуют также ртутно-ксеноновые лампы, в которых, кроме ксенона в колбе, находятся пары ртути. В них светящиеся области есть как возле катода, так и возле анода. Они излучают голубовато-белый свет с сильным содержанием ультрафиолета, что позволяет использовать их для физиотерапевтических целей, стерилизации и озонирования.
Благодаря малым размерам светящейся области, ксеноновые лампы могут использоваться как близкий к точечному источник света, позволяющий производить достаточно точную фокусировку излучения. Спектр, близкий к дневному свету, обуславливает широкое применение в кино- и фотосъёмке. Ксеноновые лампы также используются в климатических камерах — установках, моделирующих солнечное излучение для испытания материалов на светостойкость.

## Варианты исполнения

### Короткодуговые лампы (шаровые лампы)
Наиболее распространены короткодуговые лампы. В них электроды расположены на небольшом расстоянии, а колба имеет шарообразную или близкую к шарообразной форму.

### Керамические лампы

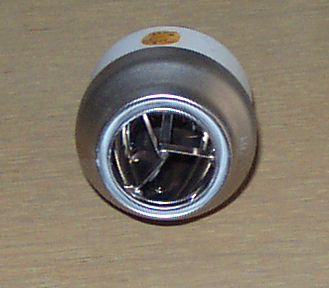
Лампа Cermax для видеопроекторов

Ксеноновые короткодуговые лампы могут выпускаться в керамической оболочке со встроенным рефлектором. Благодаря этому лампа получается более безопасной, так как из стекла сделано только небольшое окно, через которое выходит свет, а также не требуется юстировка при установке и замене. В такой лампе может быть окно, как пропускающее ультрафиолетовое излучение, так и непрозрачное для него. Рефлекторы могут быть как параболическими (для получения параллельного светового потока), так и эллиптическими (для сфокусированного в точку или цилиндрическом теле, например, для накачки лазеров).

### Длиннодуговые лампы (трубчатые лампы)
По конструкции длиннодуговые лампы отличаются от короткодуговых тем, что электроды дальше разнесены друг относительно друга, а колба имеет форму трубки. Ксеноновые лампы с длинной дугой требуют балласта меньших размеров, а в некоторых случаях могут использоваться без балласта, так как имеют участок на вольт-амперной характеристике с положительным дифференциальным сопротивлением. Такие лампы нередко устанавливаются в рефлектор в виде параболического цилиндра и используются для освещения больших открытых пространств (на железнодорожных станциях, заводах, складских комплексах и т. п.), а также для моделирования солнечного излучения, например при тестировании солнечных батарей, проверке материалов на светостойкость и т. д. Длиннодуговая ксеноновая лампа «Сириус», выпускавшаяся в СССР, имела рекордную мощность 100 кВт.

## Требования к питанию

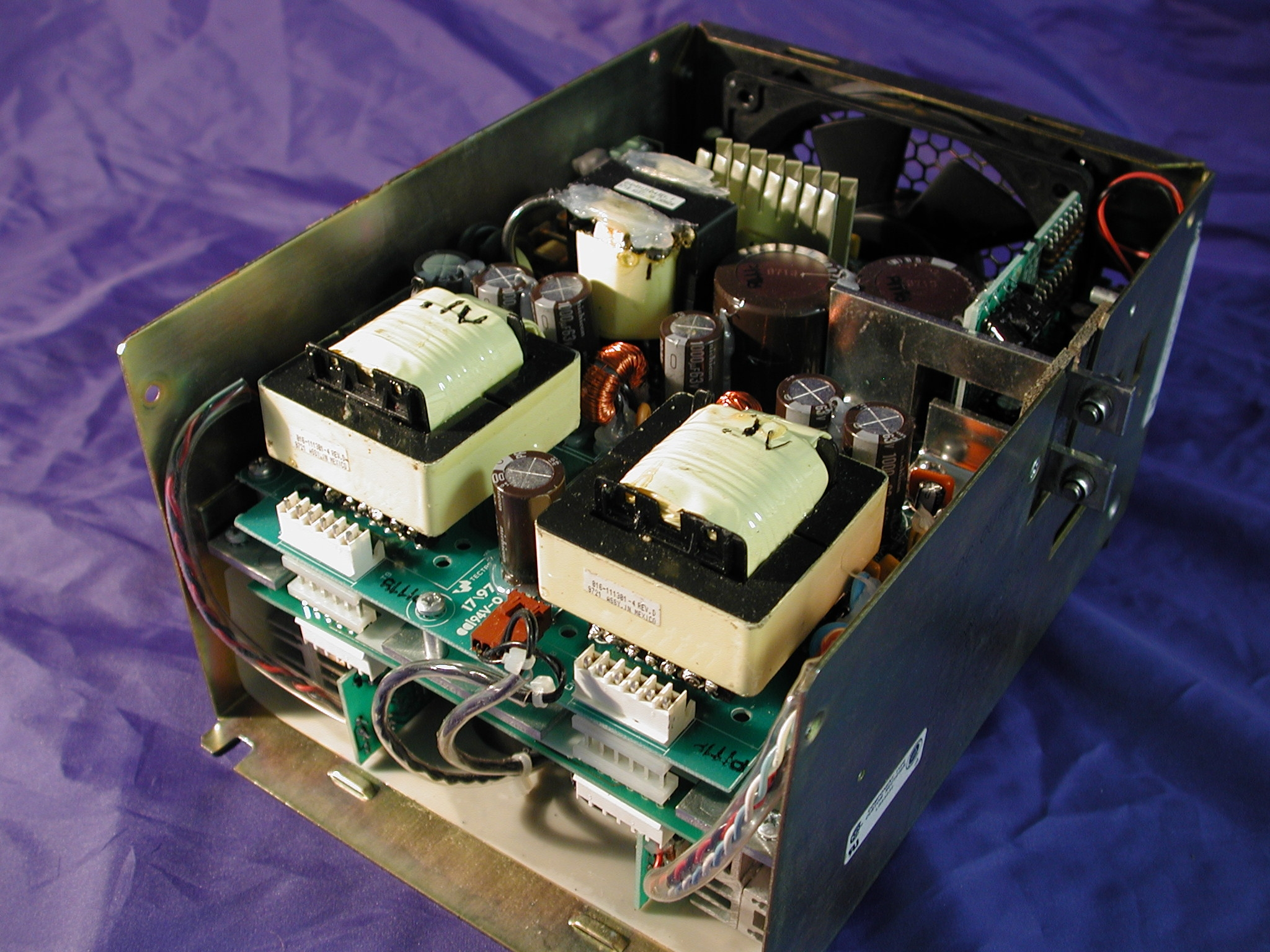
Блок питания ксеноновой лампы мощностью 1 кВт без крышки

Ксеноновая лампа с короткой дугой имеет отрицательный температурный коэффициент сопротивления. Для поджига дуги требуется зажигающий импульс амплитудой 15—30 кВ, а иногда и до 50 кВ. В рабочем режиме требуется точная регулировка напряжения и тока (чтобы не превысить номинальную электрическую мощность лампы), так как по мере прогрева лампы её сопротивление значительно уменьшается, и кроме того, возможно появление колебаний плазмы. При питании выпрямленным током необходимо, чтобы уровень пульсаций не превышал 10—12 %, так как колебания напряжения ускоряют износ электродов. Существуют разновидности ксеноновых ламп для переменного тока. Лампы с длинной дугой (например, отечественная ДКсТ) не столь требовательны к качеству питания и могут использоваться без балласта, требуя лишь пускатель.

## Применение
Ксеноновые лампы чаще всего применяются в проекторах и в сценическом освещении, так как имеют очень хорошую цветопередачу. Благодаря малому размеру излучающей области, они нашли применение в оптических приборах.
Начиная с 1991 года, широкое распространение ртутно-ксеноновые лампы нашли в автомобильных фарах. Точнее, в автомобильных лампах основной световой поток формируют ртуть, соли натрия и скандия, а в атмосфере ксенона разряд происходит только на время запуска, до испарения других компонентов. Поэтому их стоит скорее относить к металлогалогенным лампам, однако при этом возникла бы путаница в названиях, так как в автомобильной светотехнике применяются также галогенные лампы накаливания.
В России при установке ксеноновых ламп на автомобиль необходимо также установить систему автоматической регулировки угла наклона фар и фароомыватели, во избежание ослепления встречных водителей.

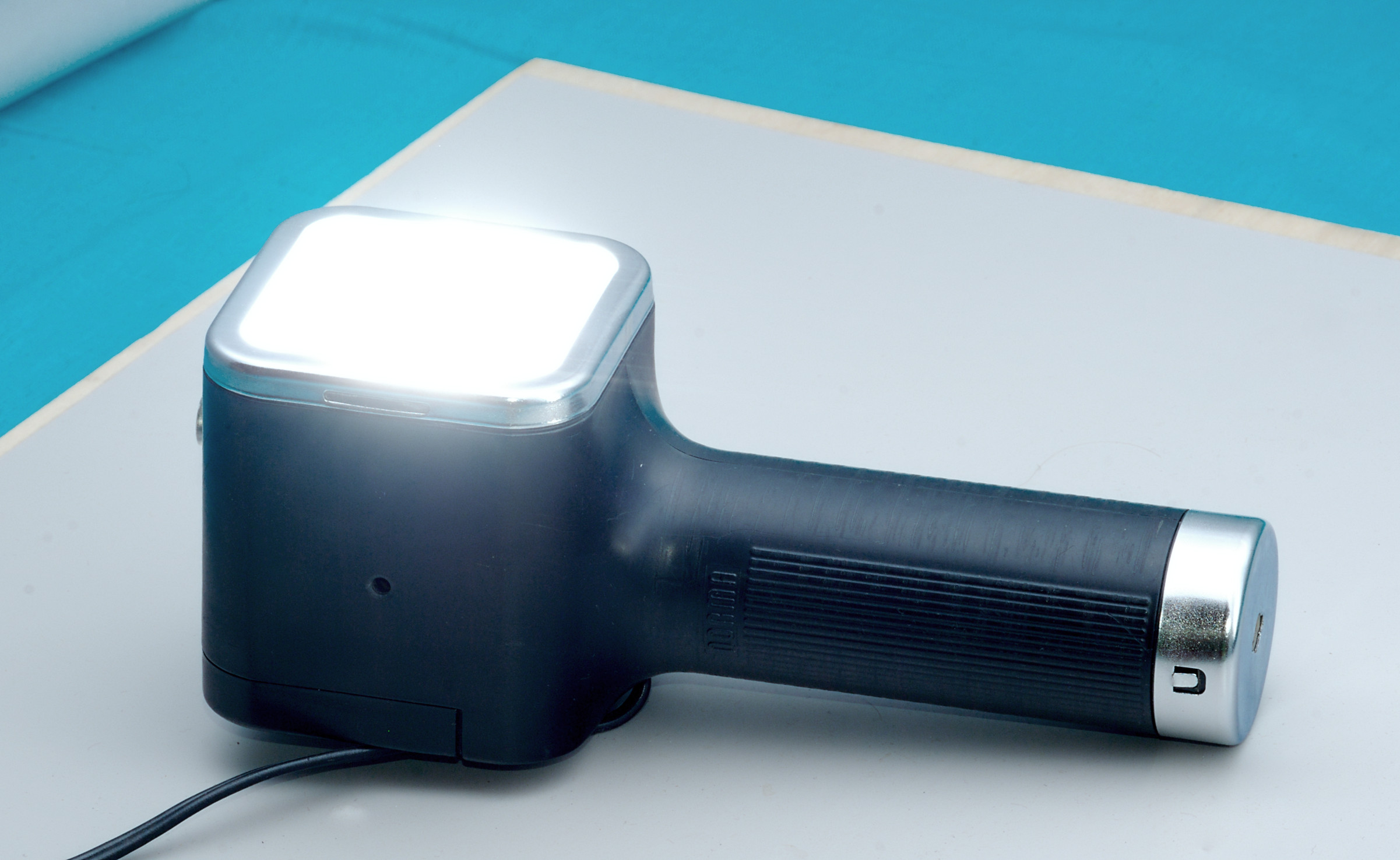
Советская вспышка с фотоловушкой FIL-107
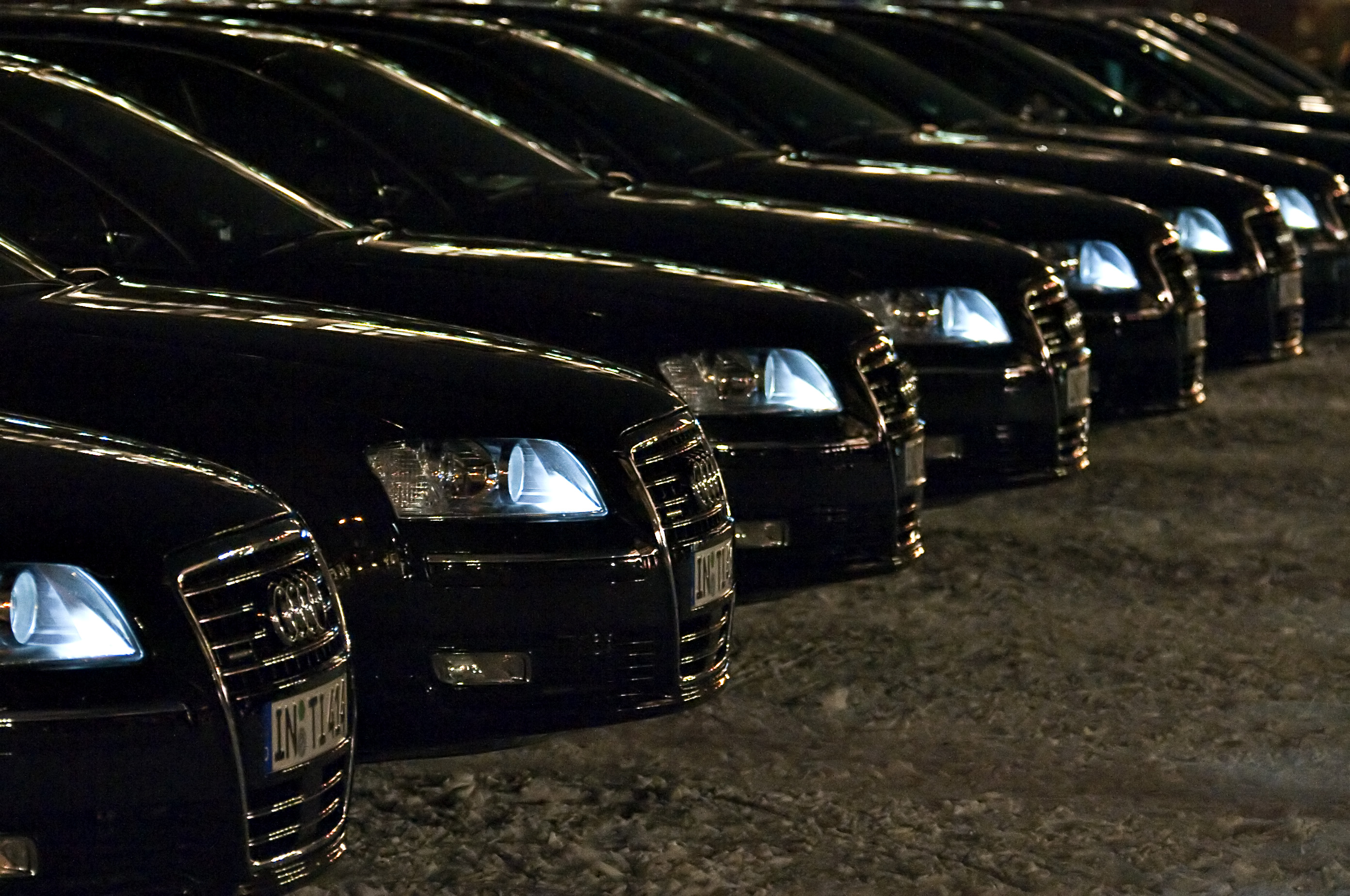
Ксеноновые фары на автомобилях.
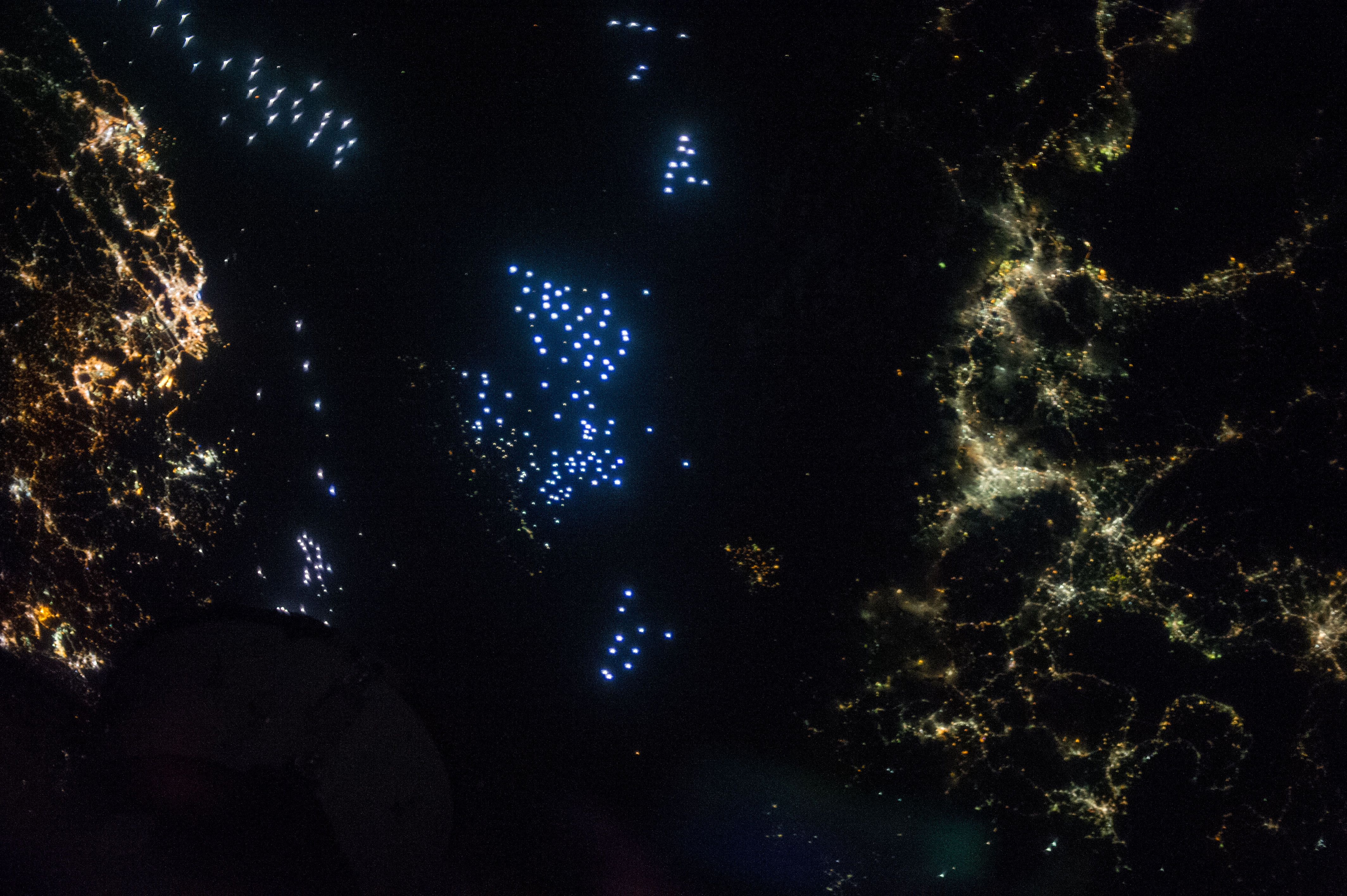
Вид из космоса: рыбаки приманивают тихоокеанских кальмаров ксеноновыми лампами ярко-голубого цвета (в центре) в Цусимском проливе, разделяющем Японию и Южную Корею. Оранжевый оттенок (слева) имеют огни корейских городов, где для освещения улиц используются, как правило, натриевые газоразрядные лампы. В Японии (справа) для освещения применяются чаще ртутные газоразрядные лампы, имеющие зеленоватый оттенок.